# Rosenberg-Waran
Der Rosenberg-Waran oder auch Rosenberg’scher Waran (Varanus rosenbergi) ist eine in Australien endemische Art der Schuppenkriechtiere aus der Gattung der Warane (Varanus). Die Erstbeschreibung erfolgte 1957 durch den deutschen Herpetologen Robert Mertens. Das Art-Epitheton ehrt den deutschen Naturforscher, Geograph und Zoologen Hermann von Rosenberg. Der Rosenberg-Waran gehört zu den am besten erforschten australischen Waranarten.

## Beschreibung

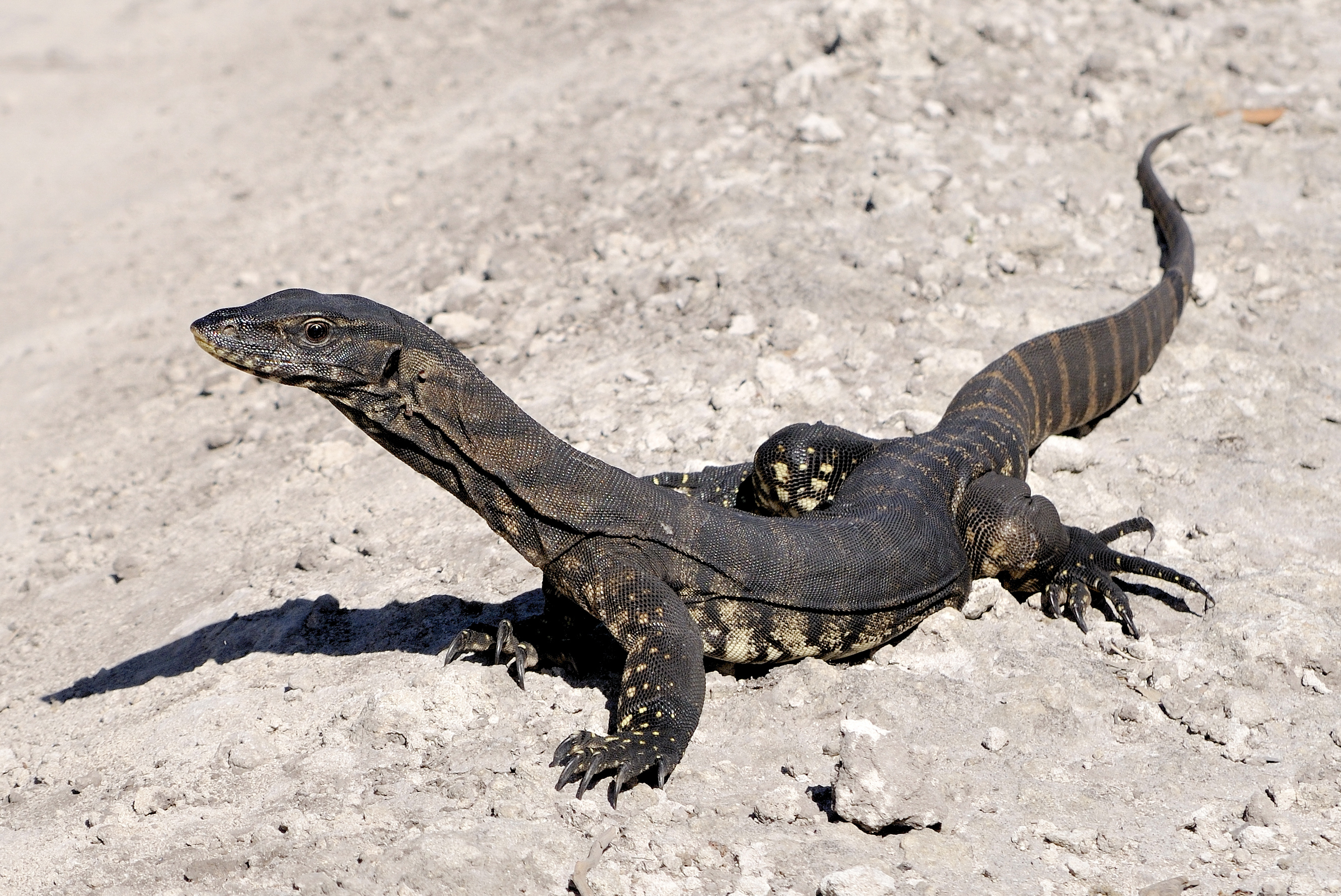
Dunkles Individuum an der Südwestküste von Western Australia

Der Rosenberg-Waran kann bis zu 150 cm lang werden, wobei die auf dem australischen Festland lebenden Exemplare generell kleiner sind als die Tiere auf den vorgelagerten Inseln. Die Länge des Schwanzes beläuft sich auf das 1,3- bis 1,8fache der Kopf-Rumpf-Länge. Die Rückenseite der Tiere ist dunkel. Die Bauchseite ist vom Kinn bis zum Hinterleib hell und mit einem dunklen Netz- oder Streifenmuster überzogen. Der Kopf ist schwarz mit hellen Flecken und weist einen schwarzen Schläfenstreifen mit hellen Rändern auf. Die Kopfschuppen sind glatt und klein. Das Nasenloch befindet sich seitlich und liegt der Schnauzenspitze näher als dem Auge. Hals und Rumpf sind durch etwa 15 schmale, engständige, schwarze Querstreifen auf bräunlichem Grund gekennzeichnet. Der Schwanz zeigt bräunliche Querstreifen auf schwarzem Grund. Die Schwanzspitze ist entweder ebenfalls gestreift oder einfarbig-schwarz. Die Schwanzwurzel ist zylindrisch, der hintere Teil des Schwanzes ist relativ stark seitlich abgeflacht. Der Rumpf weist 160 bis 210 Schuppenreihen auf.

## Verbreitung
Der Rosenberg-Waran kommt ausschließlich in Australien vor. Sein Verbreitungsgebiet erstreckt sich dort in einem relativ schmalen Streifen entlang der Küste, vom Südwesten Western Australias bis in den Südosten South Australias. Isolierte Populationen existieren in Victoria und New South Wales. Auch einige Inseln vor der Küste des südlichen Australiens, z. B. Kangaroo und Reevesby Island, sind vom Rosenberg-Waran bewohnt. Vermutlich wurde er auf einigen Inseln gezielt ausgesetzt, um dort die Schlangen zu dezimieren.
Außer auf Kangaroo Island ist der Rosenberg-Waran generell selten.

## Lebensweise
Seinen englischen Trivialnamen „heath goanna“ (Buschwaran) verdankt der Rosenberg-Waran dem Umstand, dass er im Buschland nahe der Küste lebt. Daneben kommt er aber auch in baumbestandenem und bewaldetem Gelände vor.
Die Tiere sind tagaktiv und ziehen sich für gewöhnlich ein bis zwei Stunden vor Sonnenuntergang in einen Unterschlupf zurück. Dabei kann es sich um eine Erdhöhle, einen hohlen Baumstumpf oder um eine Felsspalte handeln. Ein Individuum verfügt innerhalb seines Reviers meist über mehrere solcher Unterschlupfe. Da sich die Reviere verschiedener Tiere überschneiden, kann es vorkommen, dass ein und derselbe Unterschlupf in verschiedenen Nächten von verschiedenen Tieren genutzt wird. Dass mehr als ein Tier in einem Unterschlupf übernachtet, ist eher ungewöhnlich. Die Erdhöhlen graben die Tiere oft selbst, nutzen aber auch Baue, die von Individuen anderer Arten gegraben worden sind.

## Fortpflanzung
Die Geschlechtsreife erreicht der Rosenberg-Waran mit zwei bis drei Jahren. Paarungszeit ist im Hochsommer, von Ende Dezember bis Anfang Februar. Die Paarung erfolgt im Revier des Weibchens und kann sich in seltenen Fällen bis zu drei Wochen hinziehen, bei mehreren Kopulationen pro Tag, wobei das Männchen erst nach einigen Tagen engem Kontakt zum Weibchen beginnt zu kopulieren. Die Eiablage erfolgt dann zwischen Ende Januar und Anfang März.
In der freien Natur bevorzugen die Tiere zur Eiablage bevölkerte Termitenbauten der Art Nasutitermes exitiosus. Das Weibchen gräbt dabei ein Loch in die Wand des Termitenbaus, errichtet eine Art Kammer und legt dort ihre Eier hinein. Den Verschluss des Loches übernehmen dann die Termiten. Die Eier sind so außerordentlich gut vor Feinden geschützt. Zudem ist die Temperatur und die Luftfeuchtigkeit innerhalb eines Termitenbaus immer konstant (im Winter nicht weniger als 20 °C, bei Außentemperaturen von unter 15 °C), was den Eiern und den frisch geschlüpften Jungen optimale Entwicklungsbedingungen bietet. Das Weibchen bleibt nach der Eiablage noch einige Wochen in der Nähe des Nestes, sodass es sein Gelege im Notfall beschützen kann. Im September oder Oktober graben sich die Jungtiere durch die Wand nach draußen. Dabei erhalten sie sehr wahrscheinlich keine Hilfe von einem der Elterntiere, wie es beim Buntwaran (Varanus varius) beschrieben wird. Das Jungtier bleibt solange im Termitenbau, bis die Außentemperaturen ausreichend hoch sind und ernährt sich in dieser Zeit von den Termiten. Auch nutzt es danach den Bau noch einige Monate als Unterschlupf für die Nacht.

## Nahrung
Wie die meisten Warane ist auch der Rosenberg-Waran ein Jäger. Dabei ist er nicht wählerisch und frisst sowohl Käfer und Schaben als auch kleine Landwirbeltiere, vorwiegend Säuger und Reptilien. Auch plündert er Reptiliengelege. In einem Fall ist ein Rosenberg-Waran dabei beobachtet worden, wie er ein Jungtier des Kurzschnabeligels (Tachyglossus aculeatus) erbeutet hatte. Gelegentlich fressen Rosenberg-Warane auch Aas, beispielsweise überfahrene Tiere auf der Straße.

## Systematik
Der Deutsche Robert Mertens beschrieb die Art 1957 als Unterart des Gould-Warans (Varanus gouldii). Später erhob der Australier Glen Milton Storr diese Unterart in den Artstatus, da er feststellte, dass in den Regionen, in denen Rosenberg- und Gould-Waran sympatrisch vorkommen, keine Mischlinge dieser Arten zu finden sind. Rosenberg- und Gould-Waran sind sich äußerlich sehr ähnlich, unterscheiden sich aber dadurch, dass letztgenannter eine einfarbig-helle Schwanzspitze und eine etwas andere Bauchzeichnung besitzt.
Da die Vertreter der isolierten Populationen im Osten des Verbreitungsgebietes deutlich längere Schwänze haben als die Vertreter der westlichen Population, wird vermutet, dass beide Populationen eigenständige Arten sind.
Innerhalb der Warane (Gattung Varanus) wird der Rosenberg-Waran in die Untergattung Varanus (Varanus) und innerhalb dieser in die gouldii-Artgruppe gestellt.